# Antibody Solutions
Antibody Solutions è un'organizzazione americana privata di ricerca a contratto con sede a Santa Clara, in California, che fornisce servizi di ricerca e scoperta e anticorpi adatti allo scopo ad aziende biofarmaceutiche e diagnostiche e ricercatori accademici di tutto il mondo.
I servizi dell'azienda includono lo sviluppo di anticorpi e antigeni monoclonali e policlonali, modellazione molecolare, sequenziamento e ingegneria di anticorpi, tecnologia dei bioreattori, studi di farmacocinetica, binning di epitopi di anticorpi, sintesi di peptidi, sviluppo di test immunologici, analisi di saggi di legame con ligando e supporto per la ricerca CAR-T.

## Storia
Antibody Solutions è stata fondata nel 1995 dall'attuale presidente, John Kenney, PhD, Judith Lynch-Kenney e Dennis e Bette Gould. Il dottor Kenney aveva gestito il laboratorio di sviluppo di anticorpi monoclonali (MAb) per Syntex Research ( Roche ) a Palo Alto, in California, mentre Gould gestiva l'impianto di produzione di MAb per Syva Diagnostics. 
Gould ha lasciato Antibody Solutions nel 1997 diventando vicepresidente di Sepragen Corporation.
Kenney e Gould sono stati assistiti nell'avvio della società da Barry Bredt, che ha avuto la lungimiranza di acquisire il nome di dominio, www.antibody.com, per l'azienda.
Bredt in seguito divenne direttore dell'Università della California presso il General Clinical Research Center di San Francisco, ed è stato un pioniere della diagnostica per HIV/ AIDS "EASYCD4". Bredt è deceduto l'8 aprile 2007.

## Ricerca
Le ricerche indipendenti condotte da Antibody Solutions e pubblicate o presentate a conferenze scientifiche includono quanto segue:
- Generazione di anticorpi monoclonali umani neutralizzanti contro un bersaglio terapeutico dal topo Alloy Therapeutics [3]
- Generazione utilizzando una piattaforma di modellazione molecolare per guidare la scoperta terapeutica degli anticorpi [4]
- Ottimizzazione delle strategie di scoperta terapeutica per piattaforme animali transgeniche di anticorpi umani [5]
- Sviluppo di saggi di anticorpi e PK e ADA per una proteina di fusione del nodo di cistina [6]
- Un sistema di espressione di anticorpi ricombinanti rapido e ad alto rendimento per la scoperta e la convalida di anticorpi terapeutici [7]
- Generazione di anticorpi monoclonali umani agonisti e antagonisti contro un target del checkpoint immunitario dal topo H2L2 [8]
- Generazione e selezione di anticorpi monoclonali umani dall'OmniRat TM [9]
- Scoperta di anticorpi terapeutici presso Soluzioni di anticorpi utilizzando la piattaforma OmniAb TM [10]
- Sviluppo di anticorpi umani contro il fattore di crescita endoteliale vascolare umano -C (VEGF-C) e -D (VEGF-D) [11]
- Ottenimento di anticorpi contro bersagli di membrana difficili tramite DNA e immunizzazione cellulare [12]
- Scoperta di anticorpi terapeutici di nuova generazione da singole cellule B [13]
- Generazione e selezione di anticorpi monoclonali umani dal topo H2L2 [14]
- Generazione di anticorpi contro bersagli proteici di membrana difficili [15]
- Sviluppo di anticorpi ed ELISA per misurare Obiltoxaximab libero e totale (ETI-204) in presenza di antigene protettivo dell'antrace PA63 [16]
- Scoperta di anticorpi terapeutici contro le proteine di membrana difficili [17]

## Prodotti e servizi
- Scoperta di anticorpi terapeutici
- Sviluppo di anticorpi monoclonali recettori cellulari
- Sviluppo di anticorpi in vivo per studi su animali
- Modellazione molecolare
- Sequenziamento degli anticorpi
- Produzione di anticorpi anti-idiotipi
- Anticorpi anti-proteine per studi di farmacocinetica
- Saggi di immunogenicità per reagenti e controlli
- Sviluppo di test immunologici
- Analisi del saggio di legame del ligando
- Analisi della potenza del farmaco
- Deposito in banca cellulare
- Completa gestione tecnica e di progetto